# 調剤

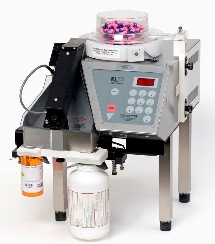
自動計数機

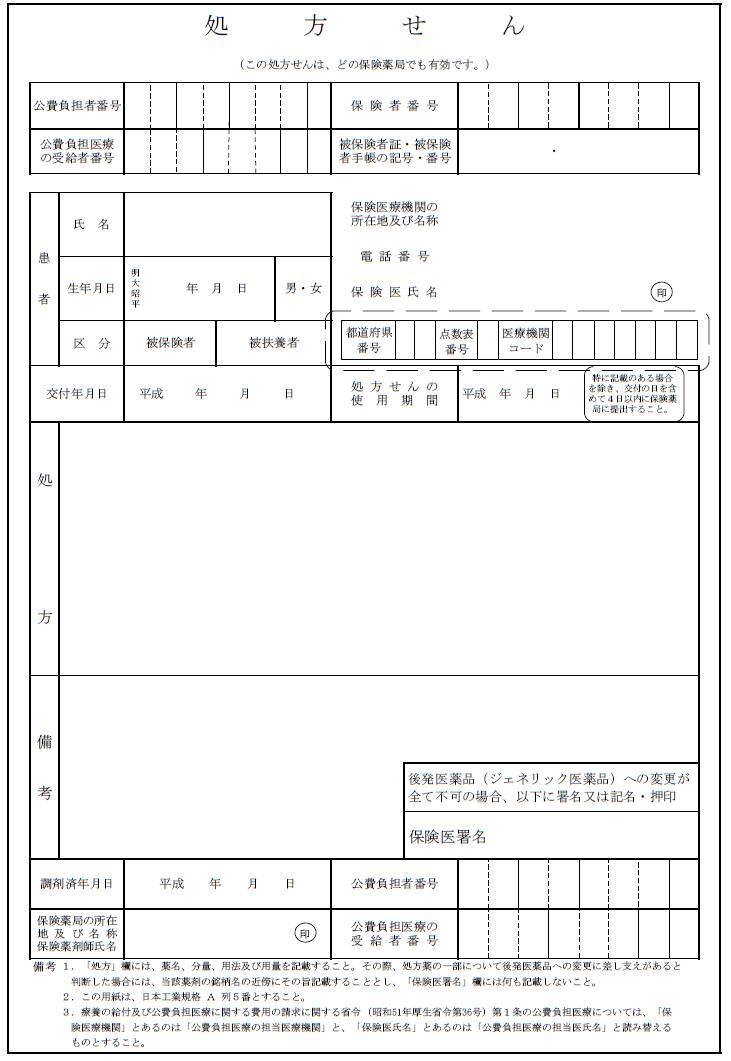
日本の処方箋。「後発医薬品への変更不可」欄がある

調剤（ちょうざい）とは、医師・歯科医師・獣医師から発行された処方箋に基づき、医薬品を交付すること。薬剤師の独占業務である。

## 歴史
一昔前まで日本の薬剤師は、医師の書き殴りの処方箋を解読でき、いかに素早く処方箋通り正確に医薬品を揃えられるかが求められた。従って調剤とは単に、処方箋に記載された通りに医薬品を調合することであると考えられてきた（狭義の調剤）。しかし、治療法や医薬品の多種多様化と高度化に伴い、副作用や薬害の予防のため、また、患者に治療法を理解し選択してもらうインフォームド・コンセント等の観点から、調剤報酬が改定された。そのため、現在では、医師、歯科医師、獣医師の処方が医学的、薬学的に妥当であるかの判断（処方監査）、医薬品の相互作用や重複投与の防止及び併用禁忌の回避、患者への充実した服薬指導、患者の薬剤服用歴・指導内容の記録と管理、副作用の予防や早期発見と対策、後発医薬品の選択、未知副作用の発見など、医薬品が関わる多様な業務全てを含めたものが調剤とされている。
なお厚生省は国会答弁内において「～処方箋の監査、それから疑問点を照会する、それからそれに対する回答の処置をする、それから薬剤を確認する、秤量をする、混合する、分割をする、あるいは薬袋、薬札のチェックをする、それから薬剤の監査をする、服薬指導をするこういう行為は調剤の本質的な部分だと思います。」と1984年6月28日の衆議院社会労働委員会で答弁している。2023年に国会において零売が調剤に該当するかどうかに関する質問主意書が出された。これにたいして政府は6月、薬剤師法に基づき、調剤に該当しないとする答弁書を閣議決定した。薬剤師法第23条第1項における調剤と医薬品の販売の関係について問われたもので医薬品の販売は同項が規定する調剤とは別の行為とした。
一部の国では薬剤師の監督の下で調剤などが可能なファーマシー・テクニシャン（調剤技師）という資格が存在する。

## 調剤応需義務
薬剤師法21条には「調剤に従事する薬剤師は、調剤の求めがあつた場合には、正当な理由がなければ、これを拒んではならない。」と規定されている。
正当な理由の例としては以下のような事がある。
- 処方箋の内容に疑義があるが交付した医師に連絡がつかず疑義照会できない場合[4]。
- 冠婚葬祭、急病等で薬剤師不在の場合[4]。
- 災害事故等により物理的に調剤が不可能な場合[4]。
- 患者の症状等から早急に調剤薬を交付する必要があるが医薬品の調達に時間を要する場合。この場合は責任を持って即時対応可能な薬局を紹介する[4]（症状から緊急性がある場合であって単に在庫不足だけでは拒否をする理由にならないので注意が必要である）。
- 処方医となるために講習や資格が必要な医薬品[5][注 1]で処方医が修了していないなど処方医となる事ができない場合。

また医薬品、医療機器等の品質、有効性及び安全性の確保等に関する法律（薬機法）第9条の3には「薬局開設者は、前項の規定による情報の提供及び指導を行わせるに当たつては、当該薬剤師に、あらかじめ、当該薬剤を使用しようとする者の年齢、他の薬剤又は医薬品の使用の状況その他の厚生労働省令で定める事項を確認させなければならない。」と規定されており、また「薬局開設者は、第1項に規定する場合において、同項の規定による情報の提供又は指導ができないとき、その他同項に規定する薬剤の適正な使用を確保することができないと認められるときは、当該薬剤を販売し、又は授与してはならない。」と規定されており、薬局で当該薬剤師が患者から適切な情報の確認ができないと判断した場合には拒否される場合がある。

## 調剤の実際

### 医薬品情報の収集
病院には医薬品情報管理室（DI室）が設置されていることが多い。医師、看護師、患者等から寄せられた医薬品に関する質問などに関する調査・報告や日常的な情報収集業務等により、より良い治療法の模索、副作用の防止に努めている。

### 医薬品の管理
麻薬、覚せい剤、覚せい剤原料、向精神薬、毒薬、劇薬、生物由来製品など、各種規制により貯蔵・陳列法、帳簿の記帳義務などが異なっており、それぞれに対応した管理が求められる。光、湿度、室温保存などにより有効成分の分解があるものがあるため、それぞれの医薬品の性質に合わせた品質管理を行う。向精神薬は、病院内の職員による盗難事案も発生しており、注意を要する。また麻薬はガン患者に対する疼痛管理のための重要な薬として、近年使用頻度が増しており、在庫として麻薬を置く薬局も増えているため、これまでよりも一層、適切に管理することが求められる。
また、適切な量を在庫せず必要な医薬品が無くなれば、患者の生命も左右しかねないが、無限に在庫を置く事は金銭的に不可能であるため、在庫不足や余剰在庫はないように、医薬品の無駄につながる期限切れ医薬品は出ないようにしなければならない。

### 処方箋監査
形式的監査
記入漏れがあると処方箋として効力をなさないので、医師の署名など、必要事項の確認を行う。また院外の薬局では、向精神薬などの収集を目的に偽造・変造処方箋が持ち込まれる事案が発生しているので、真正なものであるか法的・薬学的観点からも監査する。
処方監査
処方意図や処方量の確認、さらには患者の話や薬歴より処方歴や病歴を照合し、重複処方や禁忌などを見つける。もし発見した場合は、疑義照会を行うことが義務づけられている。（疑義照会の項目を参照）

### 疑義照会
薬剤師法24条により、処方箋中に疑わしい点があるときは「その疑わしい点を確かめた後でなければ、これによって調剤してはならない。」と定められている。

### 医薬品の調製
内服薬
注射薬
注射剤や高カロリー輸液の混合は看護師によって行われてきたこともあった。しかし看護業務の専門化、薬剤汚染防止、そして抗がん剤等の被曝事故防止などの観点からクリーンベンチや安全キャビネットの整備された調剤所で薬剤師による調剤が必要不可欠である。
また在宅で中心栄養静脈法を利用している患者のために、クリーンベンチを備えた保険薬局も増えつつある。

### 薬袋作成
薬袋（やくたい）には、薬剤師法25条などにより記入すべき事項が規定されている。

### 調剤薬鑑査
近年では自動分包機が普及し、コンピュータに入力すれば1回服用分ずつ自動的に分包されるが、不具合がよく発生するので1包ずつ適切な量が入っていることを確認しなければならない。

### 服薬指導
医薬品は、服用方法や起きうる副作用とその対処方法など、適正な情報と共に提供しなければただの化学物質でしかない。たとえ患者が不要であると言っても、患者の認知能や性格、あるいは併用薬や既往歴などを考慮し、適切な情報を提供する事が必要となる。これは薬剤師法や医薬品医療機器等法など法令でも義務付けられている。

### 薬歴簿記入
患者又はその家族等と対話することにより、当該患者の服薬状況、服薬期間中の体調の変化、残薬の状況等の情報を収集し、その要点を薬剤服用歴の記録に記載する。記載内容は薬歴参照のこと。

## 後発医薬品の代替調剤
原則として交付する医薬品は処方箋に従わなければならないが、「後発医薬品への変更不可」欄に処方医の「記名と押印」または「署名」がなければ、患者の合意の上、処方医の許可なしに薬剤師が後発医薬品を選んでよい。2008年3月までは「後発医薬品への変更可」欄に処方医の「記名と押印」または「署名」がある場合に限られていた。
各種後発医薬品メーカーから販売されている後発医薬品の銘柄選定は、薬剤師がオレンジブック（医療用医薬品品質情報集）や、メーカーの信頼性、価格などを勘案して判断している。
後発薬処方割合の高い調剤薬局はその割合に応じて後発医薬品調剤体制加算（5点～19点）が算定可能である。

## 調剤事故事例

### 薬剤管理不備
- 2011年3月25日、埼玉県越谷市で女性（75）に対し薬局開設者で埼玉県薬剤師会会長の男性薬剤師（76）が自動錠剤分包機の設定を間違っていたため、胃酸中和剤と誤ってウブレチド（排尿困難・重症筋無力症治療薬）を調剤したため4月7日に死亡した。女性管理薬剤師（65）が4月1日に調剤ミスに気づいたが、渡された医薬品の回収は行わず隠蔽したため死亡に至った。
- 2000年1月、川崎市で10人の子供に対し、セルテクトドライシロップ（気管支喘息、アトピー性皮膚炎、蕁麻疹、痒疹治療薬）の瓶にセレネース（統合失調症、躁病治療薬）を小分けにしていたため誤ってセレネースを交付し、5人が入院した。その後薬剤師が自殺[12]。
- 2014年4月、北海道札幌市で病院の麻薬管理者がパソコンに登録しているフェンタニルなどの麻薬の管理情報を誤って消去してしまい、その後2年間に渡って麻薬の在庫情報を偽装し隠蔽工作を行っていた。また、北海道へ虚偽の報告書も提出していた。院内調査が行われ隠蔽が発覚。麻薬管理者は麻薬及び向精神薬取締法違反の疑いで書類送検[13]。

### 名称類似薬
- 2008年6月、北海道札幌市で女性（96）に対し、薬剤師がバップフォー(尿失禁・頻尿治療薬)のところバソメット（高血圧・排尿困難治療薬）を調剤し、脳梗塞を起こして１か月後に死亡した。
- 2006年、大垣市で小学生ら11人に、医師が2種混合ワクチンを他の予防接種と誤って0.5mL投与した。
- 女性 (85) に対し、医師がアルマール（高血圧・狭心症・不整脈治療薬）を処方するところ誤ってアマリール（糖尿病治療薬）を処方、薬剤師がそのまま調剤し、血糖値が低下して救急車で搬送された[14]。同様事故は数件報告されている。
- 1997年、福岡県で妊婦（35）に対しフェルムカプセル(増血剤)を調剤するところ誤ってフルカムカプセル（消炎鎮痛剤）を調剤し、羊水が異常減少した。

### 倍散・用量ミス
- 2008年8月、東京都の男性（82）に対し、女性薬剤師(35)がワーファリン（抗凝血薬）1mgと0.5mgのところ1mgと5mgを調剤し死亡した。
- 2006年12月21日、北海道の女児（3）に対し、薬剤師が解熱鎮痛薬の10倍散と間違えて原末を交付した。
- 2006年11月、福島県の女性（37）に、薬剤師（25）が誤ってブイフェンド（抗真菌薬）50mg錠の処方に200mg錠を渡し、めまいを訴えた。
- 2003年10月、兵庫県の男児（5か月）に、女性薬剤師（33）が瓶を取り違え10倍濃度の高い強心剤ジゴシンを交付し、死亡した。
- 2003年、宮城県仙台市で新生児に、女性薬剤師（27）が気管支拡張薬テオフィリンを3.5mgを0.35gとして交付し、約1か月後に死亡した。薬剤師は業務上過失致死容疑で書類送検。
- 2000年10月7日、埼玉県川越市で女性に対し、医師がビンクリスチン（抗がん剤）を1週間量と1日量を誤って投与し、死亡した。
- 1999年12月27日、大阪府で男性に対し、研修医（27）が抗がん剤10mgを処方するところ誤って80mgを処方し、死亡した。

### 処方監査不備
- 2005年10月、東京都港区の病院で男性（66）に対し、3年目の研修医が医薬品集のページを見間違えベナンバックス（カリニ肺炎治療薬）を5倍量処方、薬剤師がそのまま調剤し、死亡した。医師と薬剤師の賠償責任が認められた。[15]
- 2004年4月、川崎市で男性に対し、研修医が併用禁忌の抗がん剤フルツロンとティーエスワンを誤って処方、死亡した。
- 2003年、医師がアレビアチン（抗てんかん薬）10%散を処方するところ誤ってアレビアチン細粒を処方、薬剤師がそのまま調剤し、死亡した。医師と薬剤師は業務上過失致死容疑でそれぞれ書類送検。
- 2000年6月1日、福井県福井市で男性（75）に対し、医師（54）が判読しにくい字で5mgと書いたため、看護師が50mgと誤読し、薬剤師（35）が50mgで調剤し、約1.5か月後に死亡した。医師と薬剤師は業務上過失致死容疑でそれぞれ書類送検。
- 1999年9月、東京都で女児（4か月）に、医師がジゴキシン0.05mgを処方するところ誤って0.5mgを処方、薬剤師がそのまま調剤し、心肺停止状態に陥った。
- 1991年1月9日、群馬県で妊婦（27）に、医師が解熱薬インドメタシン50mgを投与、ぜんそくで妊婦と胎児が死亡した。

## 無資格者による調剤
基準を満たした実務実習における薬学生には認められる場合があるが、その他の医療従事者ではたとえ医師・歯科医師であっても認められない（一部例外あり）場合がほとんどである。
2019年（平成31年）4月2日、厚生労働省は、「調剤業務のあり方について」（薬生総発0402第1号）を都道府県などに発出し、非薬剤師でも可能な業務の基本的な考え方を整理した。